# Hyalurgus curvicercus
Hyalurgus curvicercus là một loài ruồi trong họ Tachinidae.